# Sean Sherk
Sean Sherk (St. Francis, 5 de agosto de 1973) é um ex-lutador de artes marciais misturadas (MMA) americano. Ele lutou noUltimate Fighting Championship tendo já sido campeão na categoria leve. Anteriormente lutava no PRIDE.

## Carreira
Iniciou sua carreira em eventos locais de Minesota, em 1999. No Ultimate Fighting Championship estreou no UFC 30, em 2001. Em 2003 foi para o PRIDE, voltando para o UFC na primeira temporada do realiity show The Ultimate Fighter. Em 2006, Sherk ganhou o cinturão dos pesos-leves. Porém em 2007, após o confronto com Hermes França, no UFC 73 foi suspenso por uso de esteróides, perdendo o título. Depois da suspensão, Sherk tentou recuperar o título no confronto contra B.J. Penn, mas acabou sendo derrotado.
O seu último combate foi contra Evan Dunham na 119ª edição do maior evento de MMA do mundo, na ocasião, o ‘Tubarão Musculoso’, como era conhecido, venceu por decisão dividida.
As lesões do americano foram o principal motivo para ele decidir abandonar o esporte. Sherk começou a sua carreira em 1999 e deixa o mundo das lutas com um cartel com 36 vitórias e apenas quatro derrotas e um empate.

## Cartel no MMA
| Res.    | Cartel | Oponente              | Método                                  | Evento                                       | Data       | Round | Tempo | Local                      | Notas                                                                         |
| ------- | ------ | --------------------- | --------------------------------------- | -------------------------------------------- | ---------- | ----- | ----- | -------------------------- | ----------------------------------------------------------------------------- |
| Vitória | 36-4-1 | Evan Dunham           | Decisão (dividida)                      | UFC 119: Mir vs. Cro Cop                     | 25/09/2010 | 3     | 5:00  | Indianápolis, Indiana      |                                                                               |
| Derrota | 35-4-1 | Frankie Edgar         | Decisão (unânime)                       | UFC 98: Evans vs Machida                     | 23/05/2009 | 3     | 5:00  | Las Vegas, Nevada          |                                                                               |
| Vitória | 35-3-1 | Tyson Griffin         | Decisão (unânime)                       | UFC 90: Silva vs. Côté                       | 25/10/2008 | 3     | 5:00  | Rosemont, Illinois         | Luta da Noite.                                                                |
| Derrota | 34-3-1 | B.J. Penn             | Nocaute Técnico (golpes)                | UFC 84: Ill Will                             | 24/05/2008 | 3     | 5:00  | Las Vegas, Nevada          | Pelo Cinturão Peso Leve do UFC.                                               |
| Vitória | 34-2-1 | Hermes França         | Decisão (unânime)                       | UFC 73: Stacked                              | 07/07/2007 | 5     | 5:00  | Sacramento, Califórnia     | Defendeu o Cinturão Peso Leve do UFC; Falhou no antidoping e perdeu o título. |
| Vitória | 33-2-1 | Kenny Florian         | Decisão (unânime)                       | UFC 64: Unstoppable                          | 14/10/2006 | 5     | 5:00  | Las Vegas, Nevada          | Ganhou o Cinturão Peso Leve do UFC.                                           |
| Vitória | 32-2-1 | Nick Diaz             | Decisão (unânime)                       | UFC 59: Reality Check                        | 15/04/2006 | 3     | 5:00  | Anaheim, Califórnia        |                                                                               |
| Derrota | 31-2-1 | Georges St. Pierre    | Nocaute Técnico (golpes)                | UFC 56: Full Force                           | 19/11/2005 | 2     | 2:53  | Las Vegas, Nevada          |                                                                               |
| Vitória | 31-1-1 | Joel Blanton          | Finalização (mata leão)                 | BP: Pride and Glory                          | 9/17/2005  | 1     | 2:02  | Georgia                    |                                                                               |
| Vitória | 30-1-1 | Lee King              | Finalização (triângulo de braço)        | Extreme Challenge 60                         | 12/11/2004 | 1     | 2:20  | Medina, Minnesota          |                                                                               |
| Vitória | 29-1-1 | Brodie Farber         | Finalização (guilhotina)                | SF 6: Battleground in Reno                   | 23/09/2004 | 1     | 0:55  | Reno, Nevada               |                                                                               |
| Vitória | 28-1-1 | Darin Brudigan        | Finalização (triângulo de braço)        | Cage Fighting Xtreme 2                       | 04/09/2004 | 1     | 1:30  | Brainerd, Minnesota        |                                                                               |
| Vitória | 27-1-1 | Gerald Strebendt      | Nocaute Técnico (socos)                 | Extreme Challenge 58                         | 11/06/2004 | 1     | 3:52  | Medina, Minnesota          |                                                                               |
| Vitória | 26-1-1 | Eric Heinz            | Finalização (neck crank)                | Pride and Fury                               | 03/06/2004 | 1     | 0:58  | Worley, Idaho              |                                                                               |
| Vitória | 25-1-1 | Jake Short            | Finalização (mata leão)                 | ICC: Trials 2                                | 30/04/2004 | 1     | 2:51  | Minnesota                  |                                                                               |
| Vitória | 24-1-1 | Kaleo Padilla         | Finalização (neck crank)                | You Think You're Tough                       | 17/04/2004 | 2     | 1:17  | Kona, Hawaii               |                                                                               |
| Vitória | 23-1-1 | Ryuki Ueyama          | Decisão (unânime)                       | Pride Bushido 2                              | 15/02/2004 | 2     | 5:00  | Yokohama                   |                                                                               |
| Vitória | 22-1-1 | Charles Diaz          | Finalização (keylock)                   | EP: XXXtreme Impact                          | 28/12/2003 | 2     | 0:58  | Tijuana                    |                                                                               |
| Vitória | 21-1-1 | Mark Long             | Finalização (socos)                     | Extreme Combat                               | 12/12/2003 | 1     | 0:42  | Fridley, Minnesota         |                                                                               |
| Vitória | 20-1-1 | John Alexander        | Nocaute Técnico (socos)                 | Extreme Combat                               | 02/08/2003 | 1     | 1:57  | Anoka, Minnesota           |                                                                               |
| Derrota | 19-1-1 | Matt Hughes           | Decisão (unânime)                       | UFC 42: Sudden Impact                        | 25/04/2003 | 5     | 5:00  | Miami, Flórida             | Pelo Cinturão Meio Médio do UFC.                                              |
| Vitória | 19-0-1 | John Alexander        | Finalização (mata leão)                 | Extreme Combat 2                             | 7/12/2002  | 1     | 1:28  | Minneapolis, Minnesota     |                                                                               |
| Vitória | 18-0-1 | Benji Radach          | Nocaute Técnico (corte)                 | UFC 39: The Warriors Return                  | 27/09/2002 | 1     | 4:16  | Uncasville, Connecticut    |                                                                               |
| Vitória | 17-0-1 | Jutaro Nakao          | Decisão (unânime)                       | UFC 36: Worlds Collide                       | 22/03/2002 | 3     | 5:00  | Las Vegas, Nevada          |                                                                               |
| Vitória | 16-0-1 | Claudionor Fontinelle | Finalização (mata leão)                 | UCC 6: Redemption                            | 19/10/2001 | 2     | 1:04  | Montreal, Quebec           |                                                                               |
| Empate  | 15-0-1 | Kiuma Kunioku         | Empate                                  | Pancrase: 2001 Neo-Blood Tournament, Round 2 | 29/07/2001 | 3     | 5:00  | Tóquio                     |                                                                               |
| Vitória | 15-0   | Curtis Brigham        | Nocaute Técnico (desistência)           | UW: St. Paul                                 | 15/07/2001 | 3     | 1:15  | Saint Paul, Minnesota      |                                                                               |
| Vitória | 14-0   | Jason Purcell         | Nocaute Técnico (socos)                 | UW: Ultimate Fight Minnesota                 | 02/06/2001 | 1     | 1:42  | Bloomington, Minnesota     |                                                                               |
| Vitória | 13-0   | Marty Armendarez      | Nocaute Técnico (socos)                 | KOTC 8: Bombs Away                           | 29/04/2001 | 3     | 2:07  | Williams, Califórnia       |                                                                               |
| Vitória | 12-0   | Manvel Gamburyan      | Decisão (unânime)                       | Reality Submission Fighting 3                | 30/03/2001 | 1     | 18:00 | Belleville, Illinois       |                                                                               |
| Vitória | 11-0   | Tiki Ghosn            | Finalização (lesão)                     | UFC 30: Battle on the Boardwalk              | 23/02/2001 | 2     | 4:47  | Atlantic City, Nova Jersey |                                                                               |
| Vitória | 10-0   | Karo Parisyan         | Nocaute Técnico (interrupção do córner) | Reality Submission Fighting 2                | 05/01/2001 | 1     | 16:20 | Belleville, Illinois       |                                                                               |
| Vitória | 9-0    | Ken Parham            | Decisão (unânime)                       | Submission Fighting Championships            | 03/11/2000 | 2     | 5:00  | Collinsville, Illinois     |                                                                               |
| Vitória | 8-0    | Karo Parisyan         | Decisão (unânime)                       | Reality Submission Fighting 1                | 10/10/2000 | 1     | 18:00 | Belleville, Illinois       |                                                                               |
| Vitória | 7-0    | Steve Gomm            | Decisão (dividida)                      | Extreme Challenge 28                         | 09/10/1999 | 1     | 10:00 | Ogden, Utah                |                                                                               |
| Vitória | 6-0    | Scott Bills           | Decisão (unânime)                       | Extreme Challenge 28                         | 09/10/1999 | 1     | 10:00 | Ogden, Utah                |                                                                               |
| Vitória | 5-0    | Kurtis Jensen         | Nocaute Técnico (socos)                 | Extreme Challenge: Trials                    | 4/10/1999  | 1     | 1:00  | Mason City, Iowa           |                                                                               |
| Vitória | 4-0    | Johnnie Holland       | Finalização (keylock)                   | Ultimate Wrestling                           | 13/08/1999 | 2     | 2:10  | Bloomington, Minnesota     |                                                                               |
| Vitória | 3-0    | Joe Paun              | Decisão (unânime)                       | Midwest MMA Championship 1                   | 11/07/1999 | 1     | 15:00 | Clinton, Iowa              |                                                                               |
| Vitória | 2-0    | Dean Kugler           | Decisão (unânime)                       | Midwest MMA Championship 1                   | 11/07/1999 | 1     | 10:00 | Clinton, Iowa              |                                                                               |
| Vitória | 1-0    | Roscoe Ostyn          | Decisão (unânime)                       | Dangerzone - Mahnomen                        | 19/06/1999 | 3     | 3:00  | Mahnomen, Minnesota        |                                                                               |